# Photonectes munificus
Photonectes munificus är en fiskart som beskrevs av Gibbs, 1968. Photonectes munificus ingår i släktet Photonectes och familjen Stomiidae. Inga underarter finns listade i Catalogue of Life.